# Lippenhuizen
Lippenhuizen est un village situé dans la commune néerlandaise d'Opsterland, dans la province de la Frise. Son nom en frison est Lippenhuzen. Le 1er janvier 2008, le village comptait 1 357 habitants.